# Dolní Branná
Dolní Branná é uma comuna checa localizada na região de Hradec Králové, distrito de Trutnov‎.